# Sensibilità al glutine
Per sensibilità al glutine, meno correttamente intolleranza al glutine, si definisce un ampio spettro di disordini, come la celiachia, la sensibilità non celiaca al glutine (in inglese NCGS Non Celiac Gluten Sensitivity), l'atassia glutinica, la dermatite erpetiforme di Duhring e l'allergia al grano, nel quale il glutine ricopre un aspetto centrale nell'insorgenza degli effetti avversi. La celiachia vera e propria colpisce circa l'1% della popolazione, mentre la percentuale di sensibilità non celiaca è di circa l'1,5 %, ma potrebbe essere più elevata. Il glutine è contenuto soprattutto nei cibi contenenti cereali.
I sintomi dei disturbi collegati al glutine includono gorgoglìi dello stomaco, dolori addominali, senso di pesantezza e gonfiore addominale, diarrea e dolori articolari, sintomi sistemici, cutanei, neurologici, e sintomi dovuti a malassorbimento o allergia vera e propria.
La sensibilità non celiaca al glutine è un problema che è sorto solo recentemente. Sempre più persone stanno ultimamente denunciando sintomi simili a quelli della celiachia, pur non riportando alcun segno di questa malattia, che ha fattori genetici. Al riguardo sono stati condotti alcuni esperimenti a "doppio cieco" dal professor Corazza secondo i quali la sensibilità al glutine esiste, ma ben il 95% delle persone che dicono di esserne sensibili sono in realtà vittime del cosiddetto effetto nocebo, ovvero presentano i sintomi sia assumendo placebo sia glutine. Alcuni invece migliorano solo se sanno che stanno assumendo alimenti privi di glutine, quindi per effetto placebo.

## Tipologie
Il glutine fornisce elasticità all'impasto, ma è una delle proteine meno digeribili per l'intestino umano. A questo si deve aggiungere che alcune popolazioni umane possono sviluppare anticorpi IgG o IgA anti-gliadina (AGA), responsabili di molti degli effetti della sensibilità al glutine. 

### Celiachia

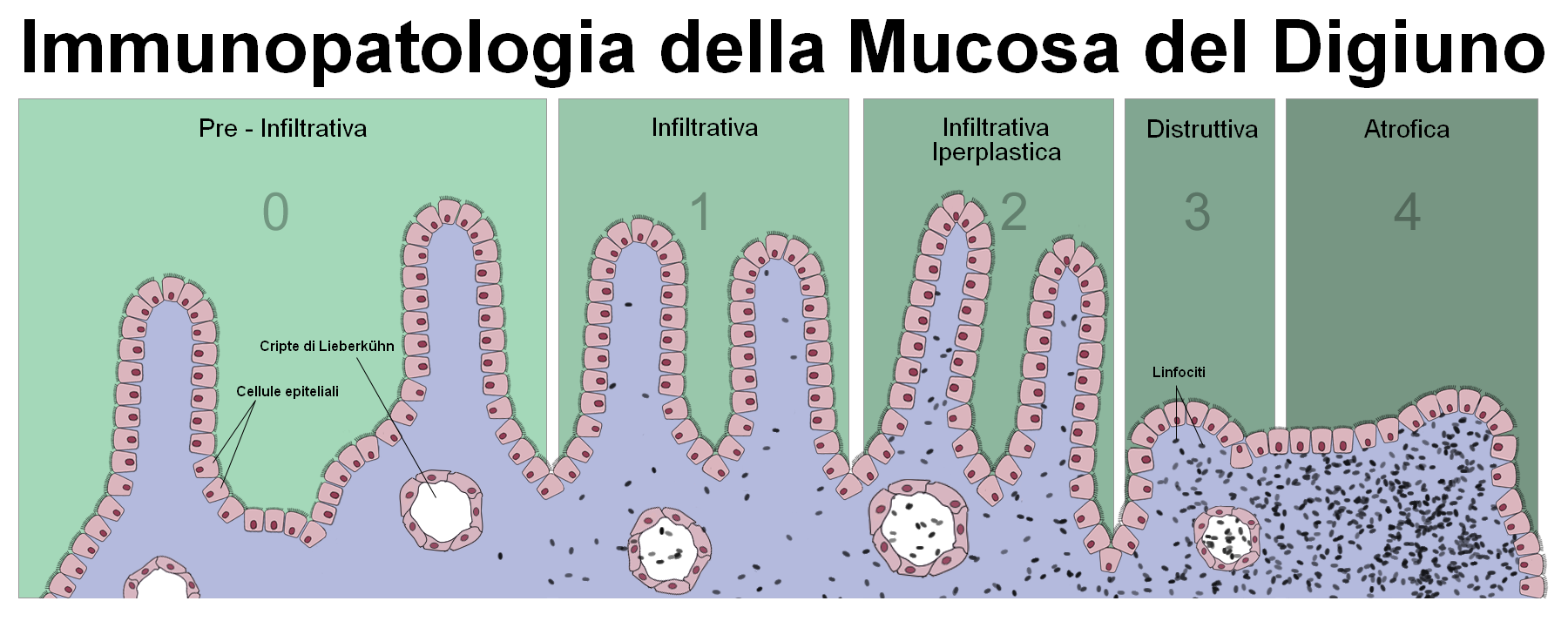
Modello schematico che mostra l'immunopatogenesi dell'atrofia dei villi in un contesto infiammatorio infiltrativo sostenuto da linfociti in corso di malattia celiaca.

La celiachia è una malattia immunomediata dell'intestino tenue. Può colpire individui di tutte le età e riconosce una predisposizione genetica. Generalmente (forma classica) i sintomi si presentano allo svezzamento.
Tra i sintomi vi sono diarrea cronica, dolore addominale, gonfiore addominale, ritardo della crescita nei bambini e astenia. In certi casi (forme atipiche) questi sintomi possono essere assenti e possono esservi sintomi extraintestinali, tra cui sintomi neurologici e correlati al malassorbimento; in questi casi la diagnosi è spesso fatta in età adulta.
Si ritiene che la malattia possa interessare da 1 su 1 750 a 1 su 105 persone negli Stati Uniti. La celiachia è causata da una reazione alla gliadina, una prolammina (proteina del glutine) presente nel grano e da proteine simili che si trovano nelle tribù di Hordeeae, che comprendono altri cereali comuni, come orzo e segale.
L'esposizione alla gliadina causa una reazione infiammatoria. Ciò porta ad una progressiva riduzione dei villi che rivestono l'intestino tenue (atrofia dei villi) fino alla loro completa scomparsa. Ciò interferisce con l'assorbimento delle sostanze nutritive, in quanto i villi intestinali ne sono responsabili. L'unico trattamento efficace conosciuto è una permanente dieta priva di glutine.

### Atassia glutinica
L'atassia glutinica è un'affezione neurologica (disordine del movimento) che provoca mancanza di coordinazione causata da intolleranza al glutine, e spesso è uno dei sintomi neurologici della malattia celiaca.

### Dermatite di Duhring
La dermatite erpetiforme di Duhring è una malattia dermatologica, spesso collegata direttamente alla celiachia della quale è una manifestazione cutanea, caratterizzata dalla comparsa di vescicole/bolle e che colpisce in prevalenza i maschi in età giovanile. 

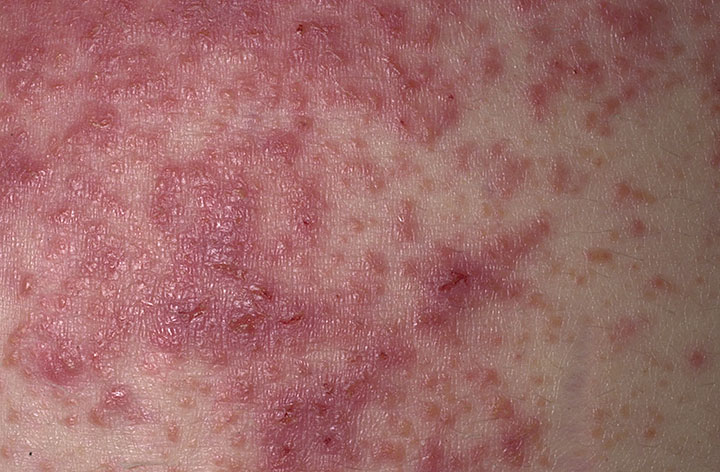
Dermatite erpetiforme

È inserita nella categoria dei pemfigoidi (dermatosi bollosa autoimmune), categoria dalla quale si vorrebbe eliminare per via dell'accertata correlazione con la malattia celiaca; tale correlazione, infatti, spinge a mettere in dubbio la patogenesi autoimmune della malattia, comune ai pemfigoidi, e a considerarla invece come l'espressione cutanea di un'intolleranza alimentare. L'aggettivo "erpetiforme" è stato dato in passato per l'aspetto delle vescicole e per la loro disposizione, che ricordano le manifestazioni tipiche dell'infezione erpetica, e non per una correlazione eziologica con Herpes simplex.

### Sensibilità non celiaca al glutine (NGCS) e allergia al grano
Nella celiachia conclamata il danno è causato dai linfociti T e linfociti B specialmente contro i villi intestinali che causa malassorbimento, ma anche in vari altri organi; un ruolo simile, senza danno ai villi intestinali e senza presenza dei marcatori specifici, è stato rilevato anche nella sensibilità non celiaca; la malattia è forse immunomediata con azione eccessiva e autoimmune degli anticorpi direttamente sulle zone colpite. Gli anticorpi specifici anti-gliadina sono presenti solo in poco più della metà dei casi di NCGS.
Un soggetto allergico o sensibile può dimostrare, oltre ai sintomi simili alla celiachia, anche quelli di patologie allergiche diverse o similari come l'allergia alla polvere dei farinacei (inoltre pazienti con allergia al polline delle graminacee, all'acaro della polvere (Dermatophagoides), ecc. possono sviluppare allergia crociata alla polvere della farina di frumento) responsabile della cosiddetta "asma del fornaio" o "raffreddore allergico del panettiere"; possono presentarsi sintomi respiratori, alimentari e da contatto (immediati nell'allergia, ritardati nella sensibilità non celiaca); nel caso di allergia e intolleranza possono essere presenti rinite, asma, dermatite atopica, orticaria, anafilassi, eczema allergico, fastidio a deglutire, lacrimazione, arrossamento, dispepsia, prurito, crampi, nausea e marcatori tipici delle allergie.
A causare l'"asma del panettiere" è la presenza di glutine nella farina, in particolare le proteine gliadina e glutenina; oltre al glutine, possono essere coinvolte albumine e globuline, tutte ipotizzate come cause della NCGS. Sono stati anche ipotizzati come antigeni le sostanze secrete dagli acari della farina (Acarus siro) e l'amilasi fungina dell'Aspergillus, aggiunta a volte per aumentare la panificazione. I sintomi possono, a volte, accentuarsi nel caso si svolga uno sforzo fisico dopo l'assunzione.
Oltre all'amilasi, tra le proteine legate agli alimenti glutinici, forse coinvolte, vi è la tripsina, e tra i carboidrati, i Fodmap.
Una ricerca indica come gli inibitori dell'amilasi-tripsina (ATI) esercitano un forte effetto attivante sulla risposta immunitaria innata, questi potrebbero agire come contaminanti interferenti del glutine e apparire come potenziali attivatori dell'immunità innata nei pazienti con NCGS.

#### Elenco dei sintomi
Un elenco completo di possibili sintomi e segni (simili a quelli della celiachia) della NGCS e dell'allergia al grano comprende sintomi gastrointestinali quali:
- Dolore addominale, bruciore di stomaco/gastrite
- Glossite
- Diarrea, stipsi e meteorismo
- Nausea, dispepsia, reflusso gastroesofageo
- Stomatite aftosa
- Gastroenterite eosinofila, esofagite eosinofila
- Intolleranza al lattosio
- Possibilità di sviluppo di psoriasi.
- Sacroileite, artrite (es. artrite psoriasica)
- Tosse, sintomi allergici (asma, rinite allergica, sinusite), raramente anafilassi allergica
- Dermatiti (dermatite atopica, orticaria, dermatite erpetiforme di Duhring, eczema, dermatite allergica da contatto, ecc.)

Sono presenti anche sintomi generali e sistemici come: senso di malessere diffuso, stanchezza e affaticabilità,
emicrania, oppressione toracica, disturbi respiratori, annebbiamento mentale, parestesie (formicolio, intorpidimento agli arti), neuropatia delle piccole fibre, sintomi simili alla fibromialgia (dolori diffusi e migranti a muscoli e tendini, crampi, rigidità, fascicolazioni, ipersensibilità a stimoli cutanei, ecc.), anemia, depressione, ansia, irritabilità.

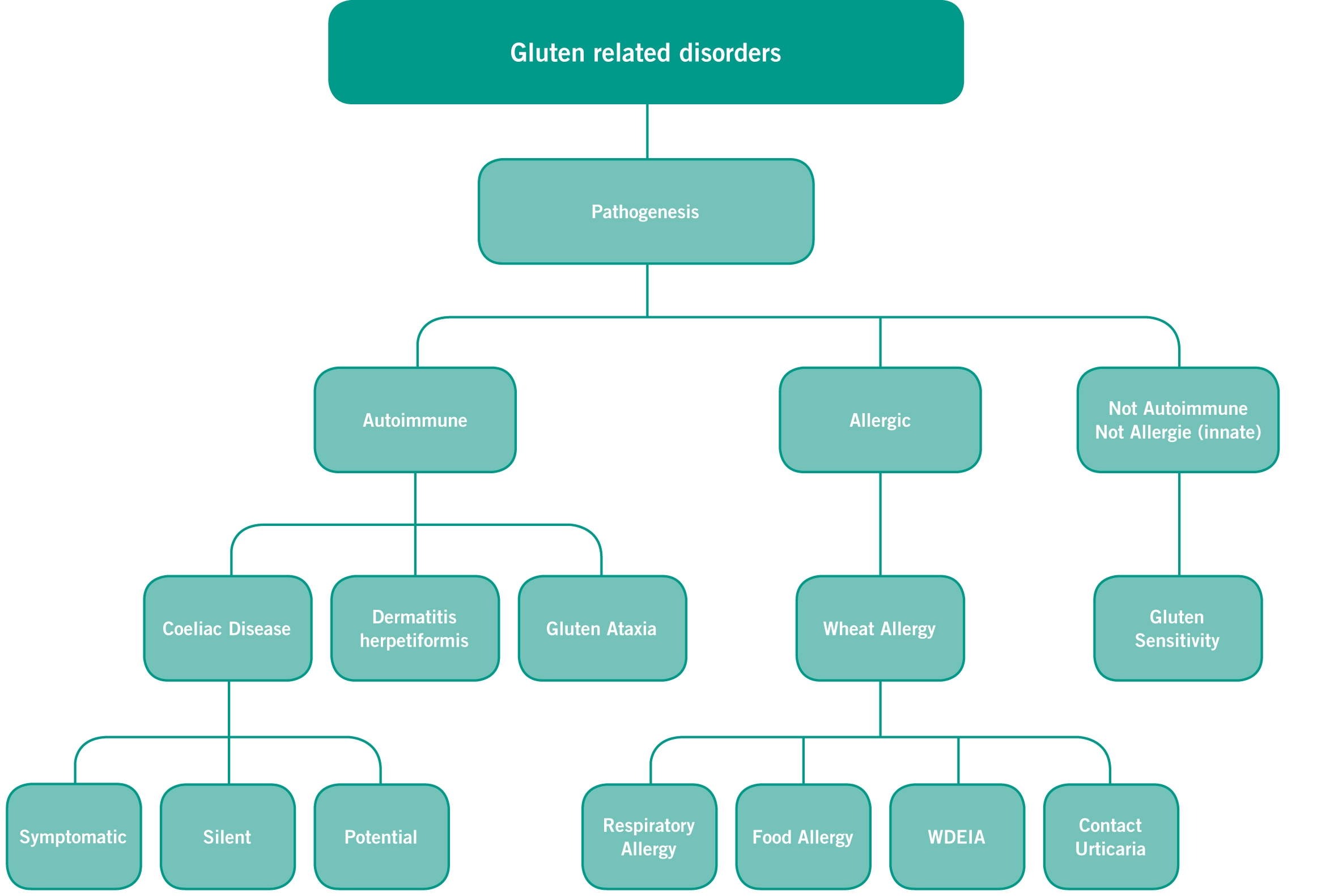
Schema dei disordini relativi al glutine

#### Diagnosi
Attualmente sono la diagnosi differenziale e il confronto tra una dieta con glutine e una priva gli unici modi di diagnosticare la sensibilità al glutine non celiaca. Le patologie correlate in maniera stretta al glutine hanno sintomi simili alla celiachia.
Non ci sono marcatori diagnostici affidabili per la sensibilità al glutine non celiaca e la diagnosi è solo di esclusione rispetto ad altre patologie correlate (celiachia e allergia al frumento). Una volta escluse, se il soggetto risponde positivamente ad una dieta senza glutine (con qualche miglioramento osservabile) si può pensare che vi sia una sensibilità al glutine e non vera celiachia.
L'allergia al grano è identificabile con alcuni test allergologici (prick test e RAST test).

#### Diversificazione
Esistono quattro manifestazioni e classificazioni dell'allergia al grano: 1) allergia alimentare vera e propria 2) allergia respiratoria 3) allergia da contatto 4) allergia indotta dall'esercizio fisico dopo l'assunzione (WDEIA, acronimo di Wheat-dependent exercise-induced anaphylaxis).

#### Terapia della NCGS e dell'allergia al grano
Una dieta priva di glutine o con ridotta presenza dello stesso è l'unica terapia efficace; a differenza dei celiaci, le persone con sensibilità non celiaca al glutine possono tollerare una minima quantità di glutine nella dieta. Gli allergici al grano variano dal poter tollerarne una minima parte, e quindi possono assumere, limitatamente, alimenti derivanti da frumento, all'anafilassi, per cui, in quest'ultimo caso, devono evitare qualsiasi assunzione di farinacei derivati da grano. Si possono assumere antistaminici.